# Omer Léger
Pour les articles homonymes, voir Léger.
Omer Léger, né le 29 ou le 31 mars 1931 à Gardner (Massachusetts) et mort le 23 juin 2023, est un homme d'affaires et un homme politique canadien d'origine américaine.

## Biographie
Omer Léger étudie à l'école de Saint-Antoine avant de fréquenter le Collège Saint-Joseph de Memramcook. Il épouse Dolorès Bourque ; le couple a quatre enfants.
Il est député de Kent à l'Assemblée législative du Nouveau-Brunswick de 1970 à 1974 en tant que progressiste-conservateur. Il est ensuite député de la nouvelle circonscription de Kent-Sud, toujours en tant que progressiste-conservateur, entre 1974 et 1978 puis entre 1982 et 1987. Il est secrétaire provincial de 1972 à 1978, ministre des Pêches de 1974 à 1978, ministre du Tourisme de 1982 à 1985 et ministre du Tourisme, des Loisirs et du Patrimoine de 1985 à 1987. Il est aussi commissaire scolaire de Saint-Antoine entre 1962 et 1968 et président du conseil scolaire entre 1968 et 1971.
Il meurt le 23 juin 2023.